# Électronystagmographie

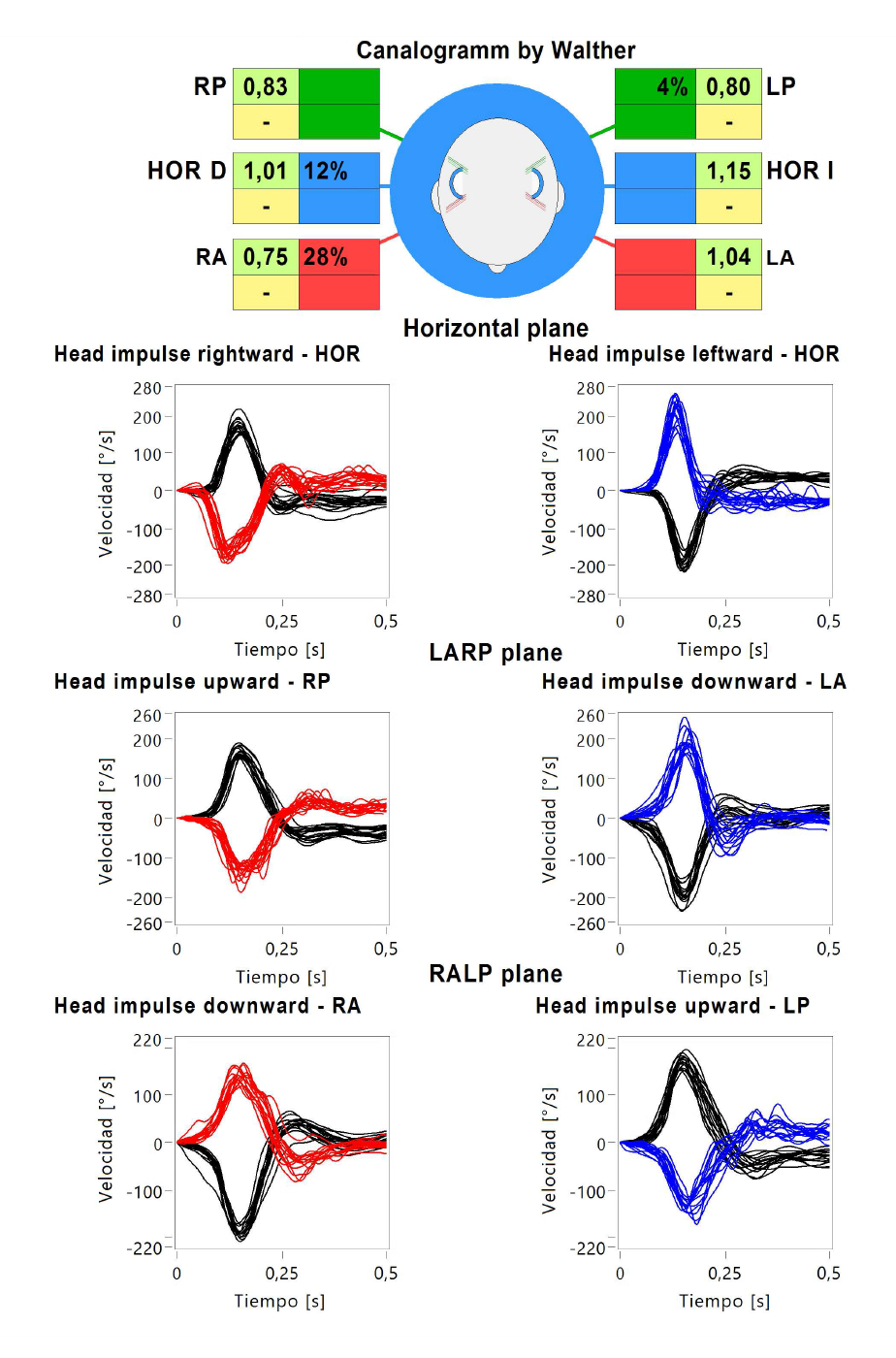

L'électronystagmographie est un examen qui a pour objet d'étudier le nystagmus oculaire. Il permet de diagnostiquer les troubles de l'équilibre ou de vertige.
L'examen se pratique en plaçant 3 électrodes autour de chaque œil et en enregistrant sur un graphique les modifications électriques entraînées par les mouvements du globe oculaire.